# Panamá na Universíada de Verão de 2021
O Panamá participou da Universíada de Verão de 2021, que aconteceu em Chengdu, na China, entre 28 de julho e 8 de agosto de 2023.
A delegação teve apenas uma única atleta feminina em uma única modalidade olímpica.

## Competidores
Esta foi a modalidade e atleta que disputou a edição:
| Esporte   | Masculino | Feminino | Total |
| --------- | --------- | -------- | ----- |
| Taekwondo | 0         | 1        | 1     |
| Total     | 0         | 1        | 1     |

## Desempenho

### Taekwondo
Feminino
| Atleta            | Evento | Primeira fase | Primeira fase | Semifinal   | Semifinal   | Final       | Final       | Ref.  |
| Atleta            | Evento | Resultado     | Pos.          | Resultado   | Pos.        | Resultado   | Pos.        | Ref.  |
| ----------------- | ------ | ------------- | ------------- | ----------- | ----------- | ----------- | ----------- | ----- |
| Daniela Rodriguez | Pumsae | 6.350         | 9             | Não avançou | Não avançou | Não avançou | Não avançou | [ 3 ] |